# Unique Pink
Unique Pink ist der weltgrößte rosafarbene Diamant in Perlenform (der größte rosafarbene Diamant ist der Graff Pink).
Der Edelstein mit der Farbtonbezeichnung Fancy Vivid Pink hat ein Gewicht von 15,38 Karat und ist auf einem Ring eingefasst. Er stammt aus einer südafrikanischen Mine im Gebiet um Kimberley.
Im Mai 2016 wurde er bei einer Auktion von Sotheby’s in Genf vom Vorbesitzer Cora International (Ehud Laniado) aus New York für 30,8 Mio. Schweizer Franken (ca. 27,8 Mio. Euro) an einen ungenannten Käufer versteigert.